# Calnexina
La calnexina (CNX) és una proteïna integral de 90KDa del reticle endoplasmàtic (ER). Consisteix en un N-terminal llarg de 50 kDa unit per calci al lumen proteic i una única cua àcida hèlix transmembrana curta (de 90 residus).

## Funció
La calnexina és una xaperona caracteritzada per les seves funcions principal de plegament de proteïnes i control d'aquest, assegurant-se que només les proteïnes correctament plegades puguin seguir la via de secreció. La funció de la calnexina és retenir les proteïnes que no s'han plegat o no s'han glicosilat al reticle endoplasmàtic.
La calnexina actua només amb les proteïnes que tenen a l'extrem amino N-glicopreoteïnes que tenen GlcNAc2Man9Glc1 oligosacàrids. Aquests oligosacàrids monoglucosilats resulten de la retallada de dos residus de glucosa per l'acció seqüencial de dues glucosidases, I i II. La glucosidasa II també pot eliminar el tercer i últim residu de glucosa. Si la glicoproteïna no es plega correctament, un enzim anomenat UGGT (per a UDP-glucosa:glicoproteïna glucosiltransferasa) afegirà el residu de glucosa de nou a l'oligosacàrid regenerant així la capacitat de la glicoproteïna d'unir-se a la calnexina.[8] Així, la cadena de glicoproteïnes plegada incorrectament es mou a l'ER i l'expressió d'EDEM/Htm1p que finalment condemna la glicoproteïna de baix rendiment a la degradació eliminant un dels nou residus de mannosa. La lectina manosa Yos-9 (OS-9 en humans) marca i classifica les glicoproteïnes mal plegades per a la seva degradació. Yos-9 reconeix els residus de manosa exposats després de l'eliminació de l'α-mannosidasa d'una manosa externa de glicoproteïnes plegades malament.
La calnexina s'associa amb l'enzim de plegament de proteïnes ERp57 per catalitzar la formació d'enllaços disulfur específics de la glicoproteïna i també funciona com a chaperona per al plegament de la cadena α del MHC de classe I a la membrana de l'ER. A mesura que les cadenes α del MHC de classe I recentment sintetitzades entren al reticle endoplasmàtic, la calnexina s'uneix a elles conservant-les en un estat parcialment plegada.
Després que la β2-microglobulina s'uneix al complex de càrrega de pèptids (PLC) de la classe I del MHC, la calreticulina i l'ERp57 es fan càrrec de la tasca de chaperonar la proteïna MHC de classe I mentre que la tapasina enllaça el complex amb el transportador associat al complex de processament d'antígens (TAP). Aquesta associació prepara el MHC de classe I per unir un antigen per a la seva presentació a la superfície cel·lular.
Una associació prolongada de calnexina amb PMP22 mutant mal plegat que se sap que causa la malaltia de Charcot-Marie-Tooth condueix al segrest, la degradació i la incapacitat de PMP22 per circular a la superfície cel·lular de Schwann per a la mielinització. Després de repetides rondes d'unió a la calnexina, el PMP22 mutant és modificat per la ubiquitina per a la seva degradació pel proteasoma, així com una via de recuperació de Golgi a ER per retornar qualsevol PMP22 mal plegat que va escapar de l'ER a l'aparell de Golgi.
L'estructura cristal·lina de raigs X de la calnexina va revelar un domini de lectina globular i un llarg braç hidrofòbic que s'estenia cap a fora.

## Cofactors
L'ATP i els ions de calci són cofactors implicats en la unió al substrat de la calnexina.